# Byrrhinus pubiventris
Byrrhinus pubiventris är en skalbaggsart som beskrevs av Lea 1920. Byrrhinus pubiventris ingår i släktet Byrrhinus och familjen lerstrandbaggar. Inga underarter finns listade i Catalogue of Life.